# Сяніцький деканат
Сяніцький деканат — колишня структурна одиниця Перемишльської єпархії греко-католицької церкви з центром в м. Сянік. Очолював деканат декан. У 1934 році деканат був включений до Апостольської адміністрації Лемківщини.

## Територія
В 1936 році в Сяніцькому деканаті було 14 парафій:
1. Парафія с. Гломча з філіями в с. Мриголод, с. Лодина;
2. Парафія с. Загірє з філією в с. Долина та приходом у с. Заславє;
3. Парафія с. Залуж—Війське з приходом у присілку Долини;
4. Парафія с. Костарівці;
5. Парафія с. Межибрід з приходом у присілку Іловать;
6. Парафія с. Вільхівці з філією в с. Биківці та приходом у с. Лішна;
7. Парафія с. Прусік з філією в с. Сянічок та приходом у с. Половці;
8. Парафія с. Сторожі Великі з філією в с. Загутинь та приходом у с. Сторожі Малі;
9. Парафія м. Сянік з філією в с. Дубрівка Руська та приходом у с. Дубрівка Польська, с. Посада Вільхівська;
10. Парафія с. Терепча;
11. Парафія с. Тирява Сільна з філіями в с. Семушова, с. Голучків;
12. Парафія с. Чертеж з приходом у с. Заболотці;
13. Парафія с. Юрівці з приходом у с. Согорів Горішній, с. Согорів Долішній, с. Фаліївка, с. Рачкова, с. Попелі;
14. Парафія с. Ялин з філією в с. Грабівка та приходом у с. Пакошівка, с. Небоцько, с. Грабівниця Старженська, с. Гумниська, с. Страхотина, с. Гірки.

### Декан
- 1936 — о. Іоан Цегелик, Парох в Загутиню.

### Кількість парафіян
1936 — 18 896 осіб.
Деканат було ліквідовано в травні 1946 р.